# Guidarino Guidi
Guidarino Guidi (* 1929 in Poggibonsi; † 1. April 2003 in Rom) war ein italienischer Schauspieler und Regieassistent.

## Leben
Guidi war ab 1952 in einer kleinen Anzahl von Filmen, die aber durchweg mit großem Budget und künstlerisch nicht unbedeutend gedreht wurden, als Regieassistent für Alberto Lattuada, King Vidor, Mario Bava und Federico Fellini beschäftigt. 1961 drehte er für Cronache del '22 nach eigenem Drehbuch eine Episode und war im darauffolgenden Jahr für die italienische Version von Joseph Loseys Eva zuständig. Nach 1968 trat er dann als Darsteller in einer Handvoll Filme in Erscheinung. Guidi war auch als Casting-Direktor aktiv gewesen.

## Filmografie (Auswahl)

### Regie
- 1961: Cronache del '22 (eine Episode)

### Schauspieler
- 1972: Avanti, Avanti! (Avanti!)